# Sphaerodactylus intermedius
Sphaerodactylus intermedius es una especie de geco del género Sphaerodactylus, familia Sphaerodactylidae, orden Squamata. Fue descrita científicamente por Barbour y Ramsden en 1919.

## Descripción
La longitud hocico-respiradero en machos y hembras es de 36 y 35 milímetros respectivamente.

## Distribución
Se distribuye por Cuba.